# Черемха звичайна (Чернівці)
Чере́мха звича́йна — ботанічна пам'ятка природи місцевого значення в Україні. Розташована в межах міста Чернівці, вулиця Заводська, 22. 
Площа 0,003 га. Статус надано згідно з рішенням 6 сесії Чернівецької обласної ради XXIV скликання від 27 грудня 2002 року № 127-6/02. Перебуває у віданні: Управління ДАІ УМВС у Чернівецькій області. 
Статус надано з метою збереження унікального за своїми розмірами дерева черемхи звичайної (Padus avium). Висота дерева понад 10 м, діаметр бл. 40 см.